# Mad Season
Mad Season — американская супергруппа из Сиэтла, организованная участниками Alice in Chains, Pearl Jam и Screaming Trees в 1994 году. Группа выпустила всего один альбом — Above, и стала известной благодаря синглу «River of Deceit».
23 мая 2012 года члены группы Mad Season воссоединились и сыграли концерт в Showbox Theatre в Сиэтле. В мае музыканты сообщили, что есть вероятность того, что они запишут и выпустят второй студийный альбом. В июле 2012 года Баррет Мартин подтвердил, что Марк Ланеган утверждён на место нового вокалиста.

## Состав группы
- Лейн Стэйли — вокал, ритм-гитара (1994—1997; умер в 2002)
- Майк Маккриди — гитара (1994—1999, 2012)
- Джон Бейкер Сондерс — бас-гитара (1994—1999; умер в 1999)
- Баррет Мартин — ударные (1994—1999, 2012)
- Скерик — саксофон, перкуссия (1994—1995)
- Марк Ланеган — вокал (1995, 2012; умер в 2022)

## Дискография

### Студийные альбомы
| Год  | Детали альбома                                                                 | Места в чартах | Места в чартах | Места в чартах | Места в чартах | Сертификация |
| Год  | Детали альбома                                                                 | US             | CAN            | NOR            | SWE            | Сертификация |
| ---- | ------------------------------------------------------------------------------ | -------------- | -------------- | -------------- | -------------- | ------------ |
| 1995 | Above - Дата выпуска: 14 марта - Лейбл: Columbia Records - Форматы: CD, CS, LP | 24             | 65             | 24             | 46             | US: Золотой  |

### Синглы
| Год  | Название                | Места в чартах | Места в чартах | Места в чартах | Альбом |
| Год  | Название                | US Main        | US Mod         | CAN            | Альбом |
| ---- | ----------------------- | -------------- | -------------- | -------------- | ------ |
| 1995 | «River of Deceit»       | 2              | 9              | 68             | Above  |
| 1995 | «I Don’t Know Anything» | 20             | —              | —              | Above  |
| 1995 | «Long Gone Day»         | —              | —              | —              | Above  |

### Видео
| Год  | Детали                                                                               | Место в чарте США |
| ---- | ------------------------------------------------------------------------------------ | ----------------- |
| 1995 | Live at the Moore - Дата выпуска: 29 августа - Лейбл: Columbia Records - Формат: VHS | 24                |

### Другое
| Год  | Песня                        | Альбом                                       | Лейбл             |
| ---- | ---------------------------- | -------------------------------------------- | ----------------- |
| 1995 | «I Don’t Wanna Be a Soldier» | Working Class Hero: A Tribute to John Lennon | Hollywood Records |
| 1996 | «River of Deceit» (live)     | Bite Back: Live at Crocodile Cafe            | PopLlama Records  |